# Sacavém
Sacavém,  portugalski grad i župa (freguesia), u općini Loures, nekoliko kilometara sjeveroistočno od Lisabona. Župa pokriva područje od 3,81 km2, s 17659 stanovnika (popis 2001.).
Sacavém je poznat po keramici.